# Bolxoi Txeremxan
El Bolxoi Txeremxan - Большой Черемшан (rus) - és un riu de Rússia, un afluent per l'esquerra del Volga.

## Geografia
Té una llargària de 336 km i una conca d'11.500 km². El seu cabal mitjà a la desembocadura arriba als 36,1 m³/s (el màxim registrat és del 1979: 1.660 m³/s).
El riu neix a uns 50 km al sud-oest de Bugulmà, a les muntanyes de Bugulmà i Belebei. Passa pel territori de l'óblast de Samara per la República del Tatarstan i per l'óblast d'Uliànovsk. Desemboca al riu Volga prop de Dimitrovgrad, a l'embassament de Kúibixev.
Els seus afluents principals són el Bolxaia Sultxa i el Mali Txeremxan.